# NGC 4076
NGC 4076 ist eine Spiralgalaxie vom Hubble-Typ Sab im Sternbild Haar der Berenike. Sie ist schätzungsweise 276 Millionen Lichtjahre von der Milchstraße entfernt.
Das Objekt wurde am 27. April 1785 von Wilhelm Herschel entdeckt.